# Bundestagswahlkreis Berlin-Friedrichshain – Lichtenberg
Der Bundestagswahlkreis Berlin-Friedrichshain – Lichtenberg war ein Bundestagswahlkreis in Berlin, der in dieser Form nur für zwei Wahlperioden von 1994 bis 2002 existierte. Er umfasste die ehemaligen Bezirke Friedrichshain und Lichtenberg. Vorläufer dieses Wahlkreises waren 1990 Teile der Wahlkreise Berlin-Friedrichshain – Treptow – Lichtenberg I und Berlin-Köpenick – Lichtenberg II. Zur Bundestagswahl 2002 wurde sein Gebiet auf die Wahlkreise Berlin-Friedrichshain – Kreuzberg – Prenzlauer Berg Ost und Berlin-Lichtenberg aufgeteilt.

## Bundestagswahl 1998
| Kandidaten                     | Kandidaten                | Parteien/Listen     | Erststimmen | Erststimmen | Zweitstimmen | Zweitstimmen |
| Kandidaten                     | Kandidaten                | Parteien/Listen     | Stimmen     | %           | Stimmen      | %            |
| ------------------------------ | ------------------------- | ------------------- | ----------- | ----------- | ------------ | ------------ |
|                                | Helios Mendiburu          | SPD                 | 51.213      | 33,1        | 52.767       | 34,0         |
|                                | Angelika Barbe            | CDU                 | 19.232      | 12,4        | 20.779       | 13,4         |
|                                | Christa Luftgewählt im WK | PDS                 | 65.252      | 42,2        | 50.621       | 32,6         |
|                                | Lars Liepe                | GRÜNE               | 6.992       | 4,5         | 12.715       | 8,2          |
|                                | Detlef Ihlo               | FDP                 | 1.644       | 1,1         | 2.826        | 1,8          |
|                                | −                         | APPD                | –           | –           | 431          | 0,3          |
|                                | Erhard Hörber             | APD                 | 1.458       | 0,9         | 764          | 0,5          |
|                                | −                         | BüSo                | –           | –           | 41           | 0,0          |
|                                | −                         | BFB – Die Offensive | –           | –           | 186          | 0,1          |
|                                | −                         | Chance 2000         | –           | –           | 665          | 0,4          |
|                                | –                         | DVU                 | –           | –           | 4.367        | 2,8          |
|                                | Ingeborg Lenz             | Graue               | 1.228       | 0,8         | 979          | 0,6          |
|                                | Hans Peter Schlomann      | REP                 | 6.580       | 4,3         | 3.592        | 2,3          |
|                                | −                         | Die Frauen          | –           | –           | 271          | 0,2          |
|                                | −                         | HP                  | –           | –           | 46           | 0,0          |
|                                | −                         | Pro DM              | –           | –           | 1.333        | 0,9          |
|                                | −                         | MLPD                | –           | –           | 40           | 0,0          |
|                                | −                         | Tierschutz          | –           | –           | 737          | 0,5          |
|                                | −                         | NPD                 | –           | –           | 1.168        | 0,8          |
|                                | −                         | Naturgesetz         | –           | –           | 136          | 0,1          |
|                                | Johannes Rößler           | ÖDP                 | 193         | 0,1         | 81           | 0,1          |
|                                | Frank Knüppel             | PASS                | 929         | 0,6         | 553          | 0,4          |
|                                | −                         | PSG                 | –           | –           | 26           | 0,0          |
| Gesamt                         | Gesamt                    | Gesamt              | 154.721     | 100         | 155.124      | 100          |
|                                |                           |                     |             |             |              |              |
| Ungültige Stimmen              | Ungültige Stimmen         | Ungültige Stimmen   | 1.888       | 1,2         | 1.485        | 0,9          |
| Wähler                         | Wähler                    | Wähler              | 156.609     | 79,0        | 156.609      | 79,0         |
| Wahlberechtigte                | Wahlberechtigte           | Wahlberechtigte     | 198.212     |             | 198.212      |              |
|                                |                           |                     |             |             |              |              |
| Quellen: Der Bundeswahlleiter, |                           |                     |             |             |              |              |

## Bundestagswahl 1994
| Kandidaten                     | Kandidaten                | Parteien/Listen   | Erststimmen | Erststimmen | Zweitstimmen | Zweitstimmen |
| Kandidaten                     | Kandidaten                | Parteien/Listen   | Stimmen     | %           | Stimmen      | %            |
| ------------------------------ | ------------------------- | ----------------- | ----------- | ----------- | ------------ | ------------ |
|                                | −                         | SPD               | 48.932      | 30,7        | 49.991       | 31,3         |
|                                | −                         | CDU               | 25.861      | 16,2        | 29.128       | 18,3         |
|                                | Christa Luftgewählt im WK | PDS               | 70.824      | 44,4        | 60.308       | 37,8         |
|                                | −                         | GRÜNE             | 6.807       | 4,3         | 11.199       | 7,0          |
|                                | −                         | FDP               | 1.695       | 1,1         | 2.823        | 1,8          |
|                                | −                         | Solidarität       | –           | –           | 69           | 0,0          |
|                                | −                         | BSA               | –           | –           | 19           | 0,0          |
|                                | −                         | Graue             | 2.313       | 1,4         | 1.918        | 1,2          |
|                                | −                         | Naturgesetz       | –           | –           | 307          | 0,2          |
|                                | −                         | REP               | 2.421       | 1,5         | 2.553        | 1,6          |
|                                | −                         | MLPD              | –           | –           | 37           | 0,0          |
|                                | −                         | ÖDP               | 403         | 0,3         | 248          | 0,2          |
|                                | −                         | PASS              | –           | –           | 633          | 0,4          |
|                                | −                         | STATT             | –           | –           | 247          | 0,2          |
|                                | −                         | KPD               | 266         | 0,2         | –            | –            |
| Gesamt                         | Gesamt                    | Gesamt            | 159.522     | 100         | 159.480      | 100          |
|                                |                           |                   |             |             |              |              |
| Ungültige Stimmen              | Ungültige Stimmen         | Ungültige Stimmen | 1.345       | 0,8         | 1.387        | 0,9          |
| Wähler                         | Wähler                    | Wähler            | 160.867     | 76,9        | 160.867      | 76,9         |
| Wahlberechtigte                | Wahlberechtigte           | Wahlberechtigte   | 209.185     |             | 209.185      |              |
|                                |                           |                   |             |             |              |              |
| Quellen: Der Bundeswahlleiter, |                           |                   |             |             |              |              |

## Wahlkreisgeschichte
| Wahl | Wahlkreisname                           | Gebiet                                 | Wahlkreissieger | Partei | Erststimmen |
| ---- | --------------------------------------- | -------------------------------------- | --------------- | ------ | ----------- |
| 1994 | 258 Berlin-Friedrichshain – Lichtenberg | Bezirke Friedrichshain und Lichtenberg | Christa Luft    | PDS    | 44,4 %      |
| 1998 | 258 Berlin-Friedrichshain – Lichtenberg | Bezirke Friedrichshain und Lichtenberg | Christa Luft    | PDS    | 42,2 %      |